# کوهستان بلوم اسلیو
کوهستان بلوم اسلیو (به لاتین: Slieve Bloom Mountains) یک رشته‌کوه در جمهوری ایرلند است که در شهرستان لیش واقع شده‌است. کوهستان بلوم اسلیو ۵۲۷ متر بالاتر از سطح دریا واقع شده‌است.